# Kabinett Fortis II
Das Kabinett Fortis II regierte das Königreich Italien vom 24. Dezember 1905 bis zum 8. Februar 1906. Wie bereits das Vorgängerkabinett Fortis I wurde es von Alessandro Fortis als Ministerpräsident angeführt.
Das Kabinett Fortis II war das 43. Kabinett des Königreiches und einen Monat und 46 Tage im Amt. Es stellte den vergeblichen Versuch Fortis dar, nach seinem Rücktritt am 17. Dezember 1905 mit einem neuen Regierungsauftrag und einer geänderten Ministerriege die Amtsgeschäfte fortzusetzen. Nachdem das Parlament seine Arbeit am 30. Januar 1906 wieder aufgenommen hatte, wurde die neue Regierung vom Oppositionsführer Sidney Sonnino sofort unter Beschuss genommen. Nach einem von breiter Front vorgetragenen Misstrauensantrag, trat Fortis am 1. Februar von seinem Amt zurück. Daraufhin beauftragte König Viktor Emanuel III. Sonnino mit der Bildung einer Regierung, der eine Woche später mit dem Kabinett Sonnino I, die zweite von Fortis angeführte Regierung ablöste.

## Minister

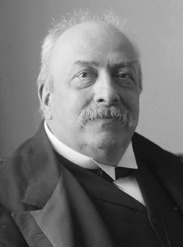
Alessandro Fortis

| Ministerien                          | Name |
| ------------------------------------ | --- |
| Ministerpräsident                    | Alessandro Fortis                                                                                           |
| Äußeres                              | Antonino Paternò-Castello                                                                                   |
| Inneres                              | Alessandro Fortis                                                                                           |
| Justiz und Kirchenangelegenheiten    | Camillo Finocchiaro Aprile                                                                                  |
| Krieg                                | Luigi Majnoni d’Intignano                                                                                   |
| Marine                               | Carlo Mirabello                                                                                             |
| Finanzen                             | Pietro Vacchelli                                                                                            |
| Schatz                               | Paolo Carcano                                                                                               |
| Öffentliche Arbeiten                 | Francesco Tedesco                                                                                           |
| Bildung                              | Errico De Marinis                                                                                           |
| Landwirtschaft, Industrie und Handel | Alessandro Fortis (geschäftsführend bis 26. Dezember 1905) Nerio Malvezzi de’ Medici (ab 27. Dezember 1905) |
| Post und Telegraphie                 | Ignazio Marsengo-Bastia                                                                                     |